# فرحات كيراز
فرحات كيراز (بالتركية: Ferhat Kiraz)‏ (2 يناير 1989 بقونية في تركيا - ) هو لاعب كرة قدم تركي في مركز الوسط. شارك مع منتخب تركيا تحت 17 سنة لكرة القدم ومنتخب تركيا تحت 19 سنة لكرة القدم ومنتخب تركيا تحت 21 سنة لكرة القدم ومنتخب تركيا ب لكرة القدم ‏. أما مع النوادي، فقد لعب مع أوفتاس سبور وبورصا سبور وبولو سبور وغنتشلربيرليغي وكارسياكا ونادي قاسم باشا.

## وصلات خارجية
- فرحات كيراز على موقع الاتحاد الأوربي (الإنجليزية)
- فرحات كيراز على موقع اتحاد تركيا (لاعب) (الإنجليزية)
- فرحات كيراز على موقع قاعدة بيانات كرة القدم.إي يو (الإنجليزية)
- فرحات كيراز على موقع Soccerway.com (الإنجليزية)
- فرحات كيراز على موقع عالم كرة القدم.نت (الإنجليزية)